# Liste von Einheitsbäumen in Mecklenburg-Vorpommern
In der Liste von Einheitsbäumen in Mecklenburg-Vorpommern sind Einheitsbäume in Mecklenburg-Vorpommern aufgeführt. Dabei handelt es sich üblicherweise um Dreiergruppen aus einer Rotbuche, einer Kiefer und einer Stieleiche, die zum Gedenken an die Deutsche Wiedervereinigung gepflanzt wurden. Die Liste ist Teil der Liste von Einheitsbäumen in Deutschland. Sie enthält auch zu den Bäumen gehörende Gedenksteine oder Tafeln.
In einem gesonderten Abschnitt können „Echte Einheitsbäume“ erfasst werden, die am 3. Oktober 1990 gepflanzt wurden.
Die Liste erfasst nicht die vielen beim „Einheitsbuddeln“ aus dem gleichen Anlass gepflanzten Einzelbäume, Baumgruppen, Baumreihen und Allee-Teile.

## Tabelle
In dieser Tabelle ist Jahr das Jahr (oder Datum) der Pflanzung.
| Ort                     | Lage                                                                                | Bild           | Baumarten                      | Jahr            | Beschreibung |
| ----------------------- | ----------------------------------------------------------------------------------- | -------------- | ------------------------------ | --------------- | --- |
| Demmin                  | Karte Platz der Deutschen Einheit, an der Kreuzung Bahnhofstraße/Adolf-Pompe-Straße | weitere Bilder | Stieleiche Rotbuche Waldkiefer | 2020 (Sept.)    | Anlässlich des 30. Jahrestages der deutschen Wiedervereinigung an der Kreuzung Bahnhofstraße/Adolf-Pompe-Straße Ende September 2020 gepflanzt und am 3. Oktober im Beisein von Vertretern der Partnerstädte Lünen und Porta Westfalica feierlich eingeweiht. Zwischen den Bäumen wurden je zwei Bänke aufgestellt, deren Armlehnen paarweise in je einer der drei Farben der deutschen Nationalflagge gehalten sind. Der ehemalige Friedrich-Engels-Platz, seit der Wende namenlos, wurde zum 30. Jahrestag der deutschen Wiedervereinigung in Platz der Deutschen Einheit umbenannt. |
| Friedland (Mecklenburg) | Karte Fritz-Reuter-Straße, am Mühlenteich                                           | weitere Bilder | Stieleiche Rotbuche Waldkiefer | 2019 (13. Okt.) | Anlässlich des 29. Jahrestages der deutschen Wiedervereinigung am 13. November am Mühlenteich gepflanzt vom Bürgermeister Wilfried Block gemeinsam mit der Fielmann-Niederlassungsleiterin aus Neubrandenburg, Daniela Sahr. Die Bäume spendete der Unternehmer Günther Fielmann. Buche und Eiche sind ausgefallen und sollen im Frühjahr 2025 neu gepflanzt werden. |